# 汲水門大橋
汲水門大橋（英語：Kap Shui Mun Bridge）是跨越汲水門連接香港馬灣和大嶼山青洲仔半島的一座大橋，屬於8號幹線青嶼幹線的一部份，主跨長430米，連引道全長為820米，車速限制每小時80公里。汲水門橋及馬灣高架道路是直接通往赤鱲角香港國際機場之中兩座重要的橋樑，屬青馬管制區範圍，管制區人員獲授權執行《青馬管制區條例》。
汲水門大橋於1992年12月21日動工，採用雙層設計，合約總值為港幣16.43億。由熊谷組（香港）有限公司、前田建設、橫河橋樑公司和日立造船組成的聯合公司負責興建。橋的露天上層為三線雙程分隔快速公路，有蓋的下層則為兩條港鐵機場快綫和東涌綫的路軌，和兩條供緊急時（例如颱風吹襲時）使用的單線行車道路。汲水門大橋曾經是全球最長的行車鐵路兩用斜拉式橋樑，此紀錄於2000年被橫跨丹麥與瑞典，主跨長490米的厄勒海峽大橋打破。
汲水門大橋雖然其中一端在馬灣，但下層只能直通青馬大橋，而上層因行車方向設計，在正常下亦只能直通青馬大橋，不能直接往返馬灣。因此往返馬灣和機場之間的居民巴士服務，必須繞經青馬大橋並在青衣西北交匯處折返。

## 大橋資料
汲水門大橋離海面高度47米，而橋塔高度則為150米。重量方面，結構鋼重量4,800公噸，混凝土重量則為73,000立方米，使用期達120年。
- 主跨：430米
- 總長：820米
- 橋塔高度：150米
- 淨高橋底通航：47米
- 設計及建造期：54個月

### 錨錠
- 拉索的鋼束數目由51條至102條不等

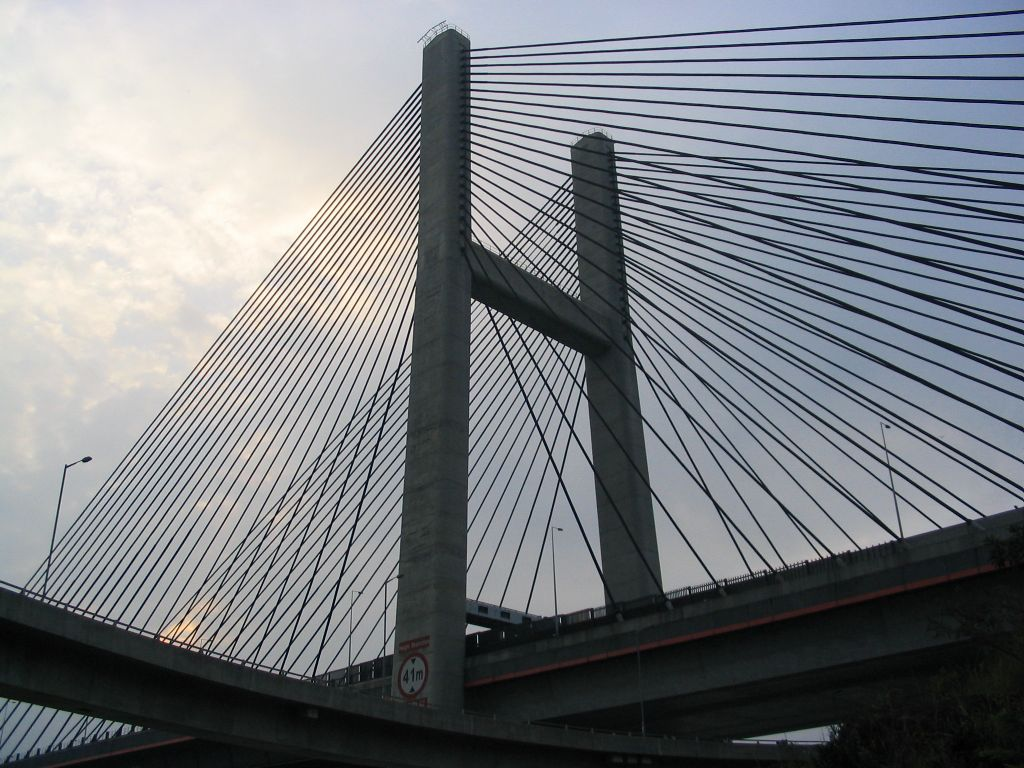
汲水門大橋位於馬灣的橋塔

- 鋼束直徑為15.7毫米，是由7條鍍鋅鋼絲結合而成

### 橋身的建造
- 旁跨及在橋塔附近的主跨是在實地以模板及臨時支承建造。
- 其他主跨部份是由44個預製件所組成。
- 每個組件重500公噸及長8.7米，是鋼及混凝土的混合結構。
- 鋼的部份是在深圳蛇口赤灣港製造。
- 混凝土部份是在工地建造。
- 完成了的組件再由躉船運到橋的位置，用起重機吊起，再連合起來。

## 榮譽
汲水門大橋於建成時，榮獲1997年度日本土木學會主辦的「田中獎」，為全港僅有三條獲得此獎項的橋樑，亦是歷來少數位於日本國外的得獎工程。

## 重大事件
2015年10月23日晚上7时40分，青马管理公司表示汲水门大桥，因橋身懷疑受到撞擊，觸動大桥防震警报系统响起，需要进行紧急检查，青马大桥上下层行车线和鐵路同时全线封闭，港鐵東涌綫來往青衣站至東涌站以及機場快線全線亦暫停服務，令大嶼山對外陸路交通一度完全癱瘓近2小時，附近公路出現漫長車龍。香港國際機場晚上一度出現人潮，多班回港航機旅客被迫滯留在機場。旅客及東涌居民需改道愉景灣及梅窩並改以海上交通才可出入市區，直至晚上約10時大橋才恢復通車。这是青屿干线自1997年启用以来第一次出現全线封闭的情况。

## 外部連結
- 青嶼幹線-香港機場核心計劃 （页面存档备份，存于）
- 北大嶼山快速公路 （页面存档备份，存于）
- 香港巴士大典上的相关条目：汲水門大橋
- 香港道路大典上的相关条目：汲水門大橋

| 论 编 | 青馬管制區 |  |
| |            |  |
| 3號幹線：青朗公路（只限汀九橋部分） - 青衣西北交匯處 - 長青公路 - 長青隧道 - 青葵公路 8號幹線：北大嶼山公路（只限欣澳以東部分）- 青嶼幹線（包括汲水門大橋、馬灣高架道路、青馬大橋） 其他道路：馬灣路、青衣北岸公路 |            |  |

| 论 编 | 香港8號幹線 |  |
| |             |  |
| 青沙公路（包括南灣隧道、昂船洲大橋、尖山隧道、沙田嶺隧道及大圍隧道） – 長青公路 – 青衣西北交匯處 – 青嶼幹線（包括汲水門大橋、馬灣高架道路、青馬大橋） – 北大嶼山公路 |             |  |
| |             |  |